# Rovøya

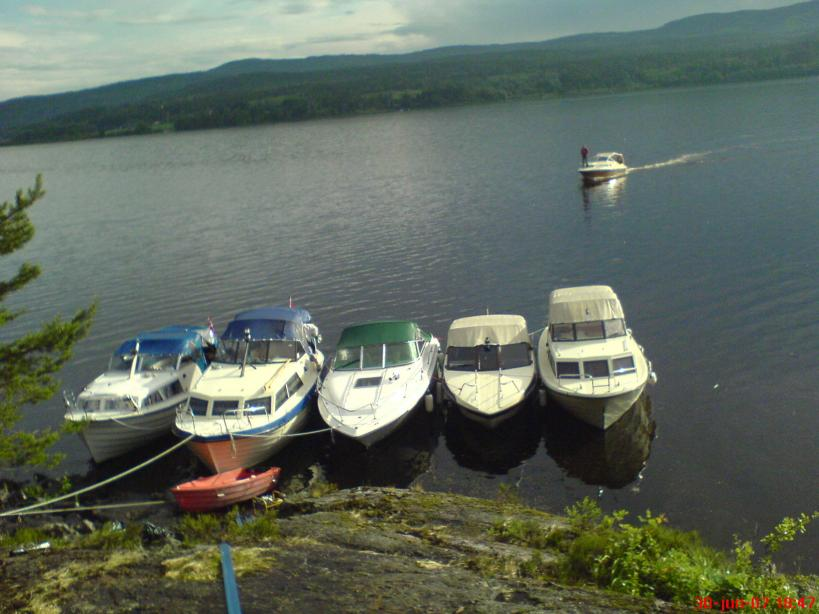
Båtar vid Rovøya

Rovøya är en ö i Sør-Odals kommun, Innlandet fylke i Norge. Det är den största ön i Storsjøen i Odalen. Ytan är 81 112 m² (8,1112 hektar). Ön är som längst cirka 714 meter och som bredast cirka 156 meter.